# Raymond Flacher
Raymond Mathieu Pierre Flacher (* 24. Oktober 1903 in Paris; † 4. September 1969 in Neuilly-sur-Seine) war ein französischer Florettfechter.

## Karriere
Raymond Flacher nahm an den Olympischen Spielen 1928 in Amsterdam im Mannschaftswettbewerb des Florettfechtens teil. Mit der französischen Equipe, zu der neben ihm noch Philippe Cattiau, Roger Ducret, André Gaboriaud, Lucien Gaudin und André Labatut gehörten, erreichte er die Finalrunde, die vor Argentinien und hinter Italien auf dem Silberrang abgeschlossen wurde.